# Massimiliano Gentili
Massimiliano Gentili (Foligno, Úmbria, 16 de setembre de 1971) fou un ciclista italià, professional des del 1996 fins al 2010. El seu palmarès destaca el 9è lloc a la Volta a Espanya de 2000

## Palmarès
- 1994
  - 1r al Trofeu Rigoberto Lamonica
- 1995
  - 1r al Giro del Casentino
  - 1r al Gran Premi Inda
- 1996
  - Vencedor d'una etapa de la Volta a Astúries
  - Vencedor d'una etapa de la Volta a Portugal
- 2000
  - Vencedor d'una prova del Trofeo dello Scalatore
- 2004
  - Vencedor d'una etapa de la Volta a Baviera
- 2005
  - Vencedor d'una etapa de la Euskal Bizikleta

### Resultats al Giro d'Itàlia
- 1997. 23è de la classificació general
- 1999. 50è de la classificació general
- 2001. 22è de la classificació general

### Resultats a la Volta a Espanya
- 1996. Abandona
- 1997. 29è de la classificació general
- 1998. Abandona
- 2000. 9è de la classificació general
- 2001. Abandona